# Exetastes rufifemur
Exetastes rufifemur là một loài tò vò trong họ Ichneumonidae.